# Die Geisteruhr
Die Geisteruhr ist der Titel eines stummen deutschen Detektivdramas des Produzenten-Regisseurs Joe May mit Max Landa als Detektiv Joe Deebs. Das Manuskript verfassten Joe May und William Kahn.
Der Film war Teil der „Joe Deebs“ Detektivfilm-Serie und kam 1916 in die Kinos.

## Handlung
Detektiv entdeckt eine geheimnisvolle Maschine und verhindert ein Verbrechen.
(Inhaltsangabe nach GECD #41479)

Professor Widow findet am Nachhauseweg nachts den Ingenieur Archie Bark bewusstlos auf der Straße und lässt ihn in dessen Wohnung führen. Bark erzählte, er sei von einem buckligen Mann abgeholt worden, der ihm 1000 Kronen bot, wenn er mit ihm fährt, sich die Augen verbinden lässt und an Ort und Stelle eine Maschine, die durch ein Wasserrad angetrieben wird, repariert. Dies habe er getan, worauf man ihn zurückführte, ihm ein Betäubungsmittel gab und ablud.
Detektiv Deebs eruierte mit vielen Scharfsinn den Ort und die Täter. Es geschah auf Schloss Dickhag des Grafen Henry und die Täter waren der Verwalter Holten, Bruder des wahnsinnigen Müllers und dessen Sohn, die sich an den Grafen, der Holtens Schwester entehrte, rächen wollten. Der Graf sollte in einem luftleeren Zimmer ersticken und die Maschine die Luft im Schlafzimmer aufsaugen. Die Uhr zeigte durchs Stehenbleiben die Wirkung an. Die Täter werden verhaftet.
(Inhaltsangabe aus Paimanns Filmlisten Nr. 19, 1916)

## Produktionsnotizen
Ein eigener Film ist unter diesem Titel nicht zu finden. Aller Wahrscheinlichkeit nach handelt es sich bei „Die Geisteruhr“ um die Umarbeitung des Films „Die Gespensteruhr“, welcher im November 1915 von der Polizei für die Dauer des Krieges verboten worden war; diese wurde 1916 erneut zensiert und nunmehr zugelassen. Am 10. März 1916 konnte sie im Tauentzien-Palast in Berlin uraufgeführt werden.
Der Film wird erwähnt in
- Paimanns Filmlisten No. 19, 1916
- Kinema/Zürich No. 49, 1917

Paimanns Filmlisten Nr. 19, 1916 fanden „Photos und Spiel, besonders aber die Szenerie sehr gut.“
Unter dem landessprachlichen Titel A Robberston Legend (dt.: Die Legende des Robberston) lief er auch in Ungarn, wie ein Plakat des Kinos 'Apollo' im Gebäude des Royal-Hotels in Budapest belegt; hier hieß der Detektiv „Prof. Nick Fantom“ und der Film war sein 'drittes Abenteuer'.

## Rezeption
Paimanns Filmlisten, Wien 1916, Nr. 19 fanden “Stoff gut, erfordert Aufmerksamkeit. Photos und Spiel, besonders aber die Szenerie sehr gut.”